# Almö naturreservat
Almö är ett naturreservat i Ronneby kommun i Blekinge län.
Området är naturskyddat sedan 1987 och är 889 hektar stort. Det är beläget sydöst om Ronneby, 4 km söder om Förkärla kyrka och består av östra delen av Almö samt närliggande holmar och skär med vattenområde. Almö udde har sedan 1961 varit avsatt som naturpark.
Naturreservatets norra del domineras av hagmarker med stora ekar och lummiga lövskogar. Söderut övergår området i mer öppet landskap med hedar, hällmarker och strandängar. I området finns ett rikt fågelliv och vattenområdena är viktiga uppehållsplatser för rastande och övervintrande sjöfåglar.
Naturreservatet ingår i EU:s ekologiska nätverk, Natura 2000.

## Källor

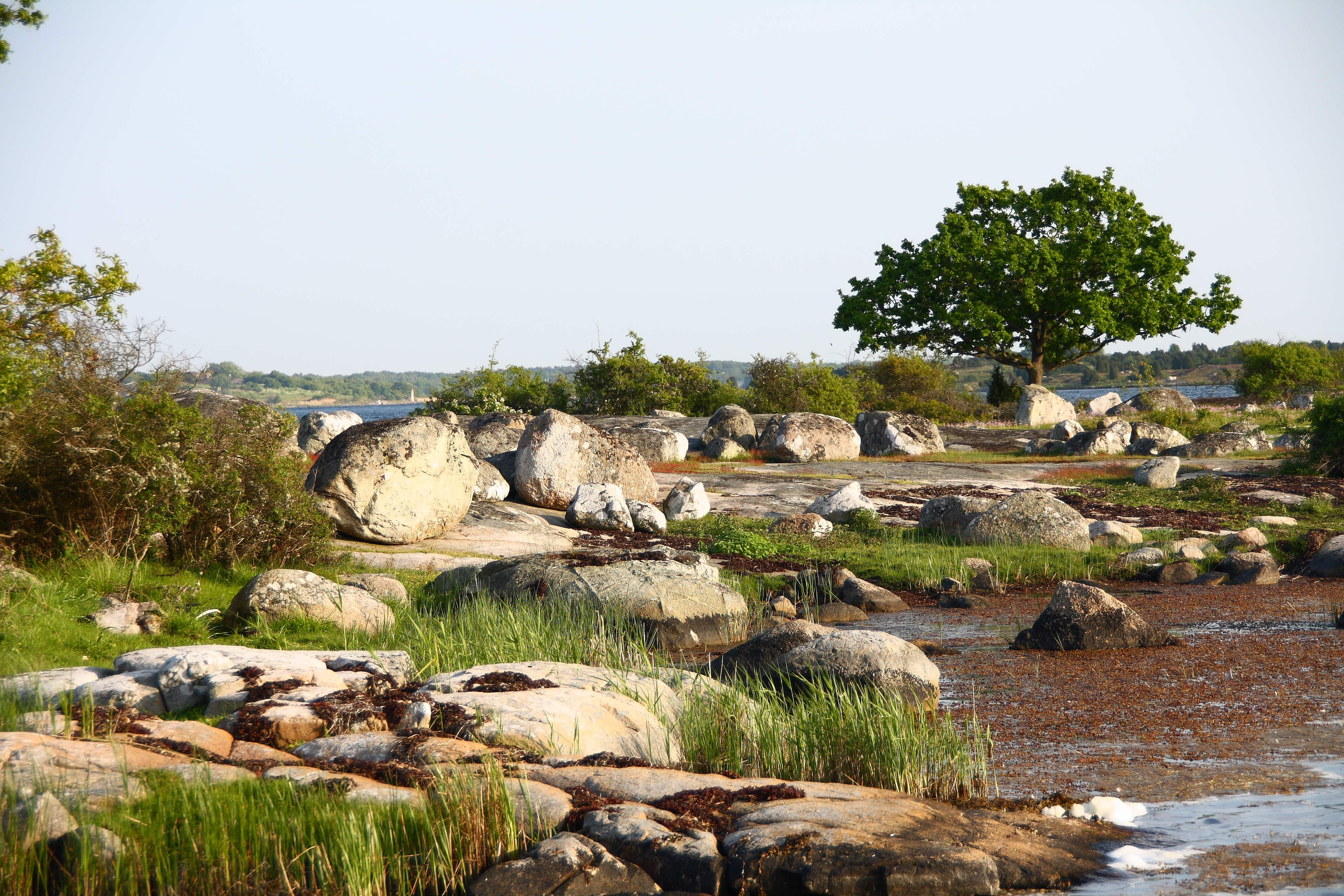